# World Community Grid

Скрінсейвер World Community Grid Open Pandemics

World Community Grid (WCG, англ. мережа світової спільноти) — платформа добровільних комп'ютерних обчислень для наукових завдань, корисних для людства. Поєднуючи індивідуальні комп'ютерні потужності з внесками великих організацій, WCG скорочує час, необхідний для виконання наукових обчислень.
Проєкти WCG[⇨][⇨] аналізують дані, пов'язані з геномом, мікробіомом і захворюваннями людини, моделюванням опадів, врожайністю рису, екологічною енергією, очищенням води, можливими майбутніми пандеміями на прикладі COVID-19, та деякі інші дані. Проєкти WCG можуть працювати над вирішенням проблем під час надзвичайних ситуацій.
Кількість зареєстрованих користувачів восени 2023 року складала близько 811 тис. осіб.

## Історія
Ідея платформи походить із проєкту SETI@home, у якому на комп'ютерах волонтерів аналізували спостереження з радіотелескопів.
У 2003 році IBM та інші учасники дослідження спонсорували проект Smallpox Research Grid Project, щоб прискорити відкриття ліків від натуральної віспи.
World Community Grid розвивалася з технічного боку в компанії IBM у співпраці з Національним інститутом охорони здоров'я США, Всесвітньою організацією охорони здоров'я, ООН.
На початку система працювала тільки на операційній системі Windows на платформі компанії United Devices (авторів проєкту Grid.org). Grid.org був проєктом, який спрямовував обчислювальну потужність децентралізованих комп'ютерів для вирішення складних наукових проблем. Цей проєкт був запущений у 2003 році компанією United Devices і включав у себе велику мережу волонтерських комп'ютерів.
Експерти з інфекційних захворювань вивчали ефективність різних комбінацій за допомогою великої мережі розподіленого обчислення, створеної з волонтерських комп'ютерів. Проєкт Smallpox Research був націлений на розробку медикаментів проти віспи. 16 листопада 2004 року, на знак вдячності за успіх досліджень, IBM оголосила про створення всесвітньої розподіленої мережі, що має на меті створення технічного середовища, здатного обробляти різноманітні завдання для подолання певних глобальних проблем людства.
У 2007 році команда дослідників змінила платформу на BOINC, що дало можливість підключати до системи комп'ютери з різними операційними системами.
У вересні 2021 року IBM ухвалила рішення передати право власності Крембільському науково-дослідному інституту, щоб забезпечити ширше застосування їхніх досягнень.
AutoDock-GPU (AD-GPU), який працює на графічних процесорах з підтримкою OpenCL, може відіграти ключову роль у покращенні шансів проєкту знайти молекулу з антивірусними властивостями.
Один з активних проєктів «Допоможіть боротися з дитячим раком» застосовує технологію віртуального скринінгу, щоб допомогти в боротьбі з цією хворобою.
Станом на 11 червня 2022 року в Світовій Мережі Спільності працювало 5 активних дослідницьких проєктів (один з яких було тимчасово призупинено).
Середня обчислювальна потужність WCG у 2020 році еквівалентна продуктивності кластера з 11 999 вузлів на процесорі Intel Core i7-9700K @ 3.60 ГГц, який працює на 100 %, цілодобово (24х7), що становить приблизну потужність у 639 Петафлопс.
Станом на 13 квітня 2023 року World Community Grid завершив альфа-тестування та перезапустився.

## Філософія
|  | «З переконанням, що технологічні інновації та масштабна волонтерська діяльність, пов'язана з наукою про передбачення, можуть змінити світ на краще, ми будемо працювати і будувати публічну мережу обчислень в найбільшому з світових масштабів, щоб працювати над проєктами, які сприяють людству.» Оригінальний текст (англ.) «On the basis of technological innovation and large-scale volunteer activities, connected with the science of communication, we can change the world to a better extent, we will be able to practice and be publicly counted on the largest scale, so that we can work on people.» |

### Принцип роботи
Програмне забезпечення World Community Grid використовує незадіяні обчислювальні можливості підключених до Інтернету пристроїв для виконання дослідницьких обчислень. Волонтери встановлюють на свої пристрої клієнтське програмне забезпечення, яке працює у фоновому режимі, використовуючи вільні системні ресурси для обробки завдань для WCG.
Після завершення виконання частини обчислень клієнтське програмне забезпечення відправляє їх до WCG через Інтернет та завантажує наступне завдання.
З метою забезпечення точності обчислень сервери WCG розсилають декілька екземплярів завдань на різні пристрої.
Після отримання результатів вони збираються та порівнюються між собою.
Платформа світової спільноти пропонує кілька гуманітарних проєктів під одним дахом. Користувачі за замовчуванням включені до підмножини проєктів, але можуть відмовитися від проєктів за власним вибором.
WCG підтримує дослідження, які відповідають таким чотирьом вимогам:
- гуманітарність — вони зосереджені на вирішенні проблем на благо людства,
- неприбутковість — дослідження проводять громадські або некомерційні організації,
- доробок переходить у суспільне надбання — усі дані, згенеровані на комп'ютерах волонтерів, мають бути вільно доступними для наукової спільноти,
- технологія мережевих обчислень сприяє прискоренню досліджень — дослідження потребує багато обчислювальних ресурсів та його можна поділити на невеликі частини, які обчислюються незалежно.

## Інформаційна робота
World Community Grid визнає компанії та організації партнерами, якщо вони просувають WCG у своїй компанії чи організації. На квітень 2021 року, кількість партнерів WCG становила 452.
У межах своїх зобов'язань щодо поліпшення здоров'я та добробуту людей, результати всіх обчислень, завершених на World Community Grid, публікуються і стають доступними для наукової спільноти.

### Потенційні проблеми
Програмне забезпечення World Community Grid збільшує використання ЦП шляхом споживання невикористаного часу обробки; наприкінці 1990-х — початку 2000-х років такі розрахунки мали на меті скоротити «даремні» цикли процесора. Оскільки сучасні процесори використовують динамічне масштабування частоти, збільшення використання примушує процесор працювати з вищою частотою, що збільшує споживання енергії. Зростаючу увагу до продуктивності, або продуктивності на ват, підключення старих або неефективних комп'ютерів до мережі призводить до збільшення загальної або середньої потужності, необхідної для виконання тих самих обчислень.
Клієнт BOINC уникає сповільнення роботи комп'ютера, використовуючи різноманітні обмеження, які призупиняють обчислення, коли вільних ресурсів недостатньо. На відміну від інших проєктів BOINC, World Community Grid консервативно налаштовує BOINC за замовчуванням, що зменшує ймовірність пошкодження комп'ютера до мінімуму. Дросельна заслінка процесора за замовчуванням становить 60 %. Дросельна заслінка є грубозернистою; наприклад, якщо використання встановлено на 60 %, то воно буде працювати на 100 % протягом 3 секунд, а потім на 0 % протягом 2 секунд, що призводить до середнього зменшення використання процесора.
Додаткова програма для комп'ютерів Windows — TThrottle — може вирішити проблему перегріву, обмежуючи використання проєкту BOINC безпосередньо. Вона досягає цього шляхом вимірювання температури процесора та/або графічного процесора, і відповідного регулювання часу роботи. Крім того, вона використовує коротший час перемикання менше однієї секунди, що призводить до меншого зміщення температури під час перемикання.

## Статистика та змагання
Внески кожного користувача фіксуються, а статистика внесків користувачів є загальнодоступною. У зв'язку з тим, що час обробки кожної робочої одиниці варіюється від комп'ютера до комп'ютера, залежно від складності робочого вузла, швидкості роботи комп'ютера і кількості доступних вільних ресурсів, внески зазвичай вимірюються в перерахунку на бали. Бали нараховуються за кожну роботу в залежності від зусиль, необхідних для її обробки.
Після завершення обробки клієнт BOINC запитує кількість балів, на які, на його думку, заслуговує, на основі контрольних показників програмного забезпечення. Оскільки кілька комп'ютерів обробляють одну й ту саму робочу одиницю для забезпечення точності, сервери World Community Grid можуть брати до уваги бали, заявлені кожним з цих комп'ютерів. Сервери WCG ігнорують статистичні відхилення, усереднюють решту значень і присуджують отриману кількість балів кожному комп'ютеру.
У межах платформи користувачі можуть приєднуватися до команд, створених організаціями, групами або окремими особами. Команди дозволяють підвищити почуття ідентичності спільноти, а також можуть надихнути конкуренцію. Оскільки команди змагаються одна з одною, виконується більше роботи для платформи в цілому.
Приклади змагань та конкурсів:
- Stockholm Science & Innovation School (2019)
- Sisler High School в Канаді, що брала участь у Compute for the Cure (2021)
- Computation Moonshot (2024)[29]

## Наукові здобутки
Від ідеї створення і до 22.06.2022 було започатковано понад тридцять проєктів. Ось декілька результатів:
- У лютому 2014 року науковці проєкту «Допоможіть боротися з дитячим раком» оголосили про відкриття 7 сполук, які знищують ракові клітини нейробластоми без будь-яких видимих побічних ефектів[30]. Це відкриття, зроблене за підтримки волонтерів WCG, є кроком уперед на шляху до нового лікування. Проєкт оголосив, що прагне налагодити співпрацю з фармацевтичною компанією з метою розробки на основі цих сполук засобів лікування. Враховуючи успіх проєкту, науковці заявили, що планують наступний проєкт, який зосередиться на інших видах дитячого раку, можливо, у співпраці з новоствореною паназіатською онкологічною групою, членом-засновником якої вони є[31].
- Станом на липень 2012 року «Проєкт укладання протеому людини[en]» опублікував кілька наукових статей, написаних на основі даних WCG[32]. Серед них були: стаття про методи підтвердження та нову базу даних прогнозів структури білків та їх функцій[33]; стаття про ідентифікацію білків, які регулюють процеси в людському тілі[34]; стаття про аналіз геномів п'яти родин рослин та їхніх протеомів[35], для яких WCG використовувалася при створенні понад 29 000 білкових структур; стаття про протеом пивні дріжджі[36].
- Проєкт «GO Fight Against Malaria» (GFAM) повідомив про відкриття декількох молекул, ефективних проти малярії та резистентного до антибіотиків туберкульозу, включаючи навіть повністю резистентний до ліків штам туберкульозу[en]. Крім того, в межах проєкту протестовано нові молекули проти метицилін-резистентного золотистого стафілококу[en], філяріозу та бубонної чуми. Лабораторні дослідження тривали з метою розробки можливих методів лікування на основі цих молекул. Крім того, GFAM став першим проєктом, в межах якого було виконано понад мільярд різних розрахунків докінгу[37]. У січні 2015 року опублікована одна стаття[38][39]. У червні 2015 року проєкт повідомив, що з двох «хітів», виявлених проти резистентного до антибіотиків штаму туберкульозу, було синтезовано кілька «аналогів», найкращий з яких пригнічує ріст Mycobacterium tuberculosis і відносно не токсичний для клітин ссавців[38]. Однак, через відсутність фінансування, подальші дослідження цих даних не проводилися.
- Учені проєкту «Discovering Dengue Drugs — Together» повідомили про відкриття кількох нових інгібіторів протеази денге, більшість з яких також пригнічують протеазу вірусу Західного Нілу. Декілька з них увійшли до «важливих доклінічних фармакокінетичних досліджень та досліджень ефективності». У листопаді 2014 року оновлення повідомило про наявність препарату, що блокує ключовий фермент, необхідний для реплікації вірусу денге, а також впливає на інші флавівіруси, включаючи вірус Західного Нілу. Цей препарат не виявив негативних побічних ефектів, таких як токсичність, канцерогенність або мутагенність, що робить його потужним противірусним препаратом-кандидатом. У 2014 році вчені працювали над синтезом різних варіантів молекули з метою покращення її активності та початку доклінічних і клінічних випробувань[40]. Проте, згідно з оновленням, опублікованим у жовтні 2018 року, жодна з їхніх поточних конструкцій не продемонструвала достатню ефективність як інгібітор протеази денге для подальшого тестування in vivo[41].
- У червні 2013 року «Проєкт чистої енергії» опублікував дані, що стверджували придатність 2,3 мільйона органічних сполук для перетворення сонячного світла в електрику. Із цієї великої кількості сполук, 35 000 молекул виявили потенціал подвійної ефективності порівняно з органічними сонячними елементами, що застосовувалися на той час. До того вчені знали лише кілька органічних речовин, які могли ефективно перетворювати сонячне світло в електрику[42][43].
- У лютому 2010 року вчені проєкту «FightAIDS@Home» оголосили про відкриття двох сполук, які мають потенціал для створення нового класу препаратів проти СНІДу. Ці сполуки прикріплюються до вірусу в нововиявлених місцях зв'язування і можуть бути використані для посилення існуючої терапії, лікування штамів хвороби, стійких до ліків та уповільнення еволюції стійкості до ліків у вірусі[44].
- У липні 2015 року проєкт «Drug Search for Leishmaniasis» оголосив про випробування 10 сполук із найвищою прогнозованою ефективністю серед понад 100 ідентифікованих сполук за допомогою робочих одиниць WCG. Із цих 10 сполук, 4 показали «позитивні результати» в тестуванні in vitro, зокрема, одна сполука проявила «виключно перспективні результати». У серпні 2017 року тестування in vivo 4 сполук на хом'яках показало сприятливі результати, при цьому одна сполука спричинила «майже повне вилікування уражень у двох з п'яти хом'яків». Однак, за оновленням на березень 2018 року, дослідницька група повідомила, що жодна з 10 протестованих сполук не виявила достатньої активності проти лейшманіозу[45].
- У липні 2015 року проєкт «Обчислення для чистої води» оголосив про публікацію статті в журналі Nature Nanotechnology, яка описувала новий тип водного фільтра, що ефективно використовує нанотрубки. Ці нанотрубки були виготовлені з графену — одноатомних шарів вуглецю, згорнутих у мікроскопічні трубки діаметром всього кілька нанометрів, що є одна десятитисячна частина діаметра людської волосини. Розмір трубок дозволяв молекулам води проходити, блокуючи при цьому більші патогени та забруднювачі, що призводило до очищення води. Завдяки моделюванню на WCG вчені виявили, що за певних умов фонони можуть збільшити потік води через нанотрубки більш ніж на 300 % порівняно з попередніми теоретичними прогнозами[46].
- У квітні 2015 року вчені проєкту «Say No To Schistosoma» повідомили про проведення подальшого аналізу та визначили три найбільш перспективні речовини-кандидати для тестування in vitro[47].
- У березні 2019 року дослідники проєкту «FightAIDS@Home» опублікували статтю, в якій описали «нову міжсуб'єктну взаємодію, критично важливу для основної збірки ВІЛ-1», яка «визначає потенційну цільову кишеню зв'язування інгібіторів». З використанням WCG було націлено понад 1,6 мільйона сполук на 20 конформацій цієї кишені. Попередні результати свідчать про те, що вона є дійсно місцем зв'язування противірусних сполук. Подальший аналіз цих сполук є предметом окремого дослідження[48].

## Проєкти

### Активні
Africa Rainfall Project (початок жовтень 2019 року) — в Африці сільське господарство сильно залежить від локалізованих опадів, які важко передбачити. За сприяння Трансафриканської гідрометеорологічної обсерваторії (TAHMO) дослідники моделюють опади на континенті. Результати від волонтерів надсилаються WCG на комп'ютери в SURF. Головні дослідники проєкту — професор Нік ван де Гізен, Ван Куфелер та Delft Global Initiative. Проєкт використовує обчислювальну потужність World Community Grid, дані The Weather Company та інші дані для покращення моделювання опадів, що може допомогти фермерам у країнах Африки на південь від Сахари успішно вирощувати свої врожаї. Кількість оперативної пам'яті, що може бути залучена до обчислень, становить від 1 до 16 гігабайтів.
Mapping Cancer Markers (початок листопад 2013) — дослідження раку, спрямоване на виявлення маркерів, пов'язаних із різними видами раку, за допомогою евристичного алгоритму пошуку. До них належать тканини з раком легенів, яєчників, передміхурової залози, підшлункової залози та молочної залози. Порівнюючи ці різні точки даних, дослідники прагнуть визначити моделі маркерів для різних видів раку та зіставити їх із різними результатами, включаючи чутливість до різних варіантів лікування. Дослідження зосереджено на 4 типах раку, з першим акцентом на рак легенів, а також на рак яєчників, рак простати та саркому. Продовжується аналіз найбільш поширених біомаркерів серед хворих на рак легенів. Після обговорення генів VAMP1 і FARP1 досліджується GSDMB.
Search for potential treatments for COVID-19 (початок 14 травня 2020) — дослідження, яке перевіряє молекулярні сполуки, які можуть допомогти в боротьбі з COVID-19. AutoDock 4 (AD4), який використовується в проєкті, застосовує генетичний алгоритм для оптимізації ефективності лікування. Інструменти та методи лікування, розроблені науковцями для боротьби з хворобою, можуть бути використані в майбутньому усіма дослідниками для швидшого пошуку методів лікування потенційних пандемій. Проєкт реалізується у співпраці з Інститутом Скріппса.
Smash Childhood Cancer (початок 15 лютого 2016) — починаючи з 2009 року, World Community Grid є частиною боротьби з дитячим раком. Цей проєкт продовжує роботу, розширюючи пошук кращих методів лікування до більшої кількості видів дитячого раку. У співпраці з Тібським університетом та Японською асоціацією дитячих онкологів, послуговуючись інструментом AutoDock. Для проєкту створюють PROTAC (деградатор білка) для PAX3-FOXO1. PROTACs — це інструменти, які зменшують цільовий білок за лічені хвилини. PROTACs також з'являються як препарати в клінічних випробуваннях (NCT04072952, NCT03888612). Щоб зробити PROTAC для PAX3-FOXO1, WCG співпрацює з доктором Тюджі Хошино (університет Тіба, Японія) та Мережею світової спільноти, щоб визначити хімічний зонд, який пов'язує унікальну область синтезу білка між PAX3 та FOXO1. Команда готує новий набір цілей для обчислень WCG. Змоделювали інгібітор білка остеопонтину. Покращення роботи хіміотерапії. Припинення метастазування дитячих сарком. Зупинка водія нейробластоми TrkB. Новий білок-мішень — MyoD1 (Міогенна диференціація 1 білка) і одна з його мутацій, L122R.
Help Stop TB (початок березень 2016) — проєкт, метою якого є допомога у боротьбі з туберкульозом, хворобою, спричиненою бактерією, яка розвиває стійкість до доступних наразі методів лікування. Розрахунки цього проєкту спрямовані на міколеві кислоти в захисній оболонці бактерії, моделюючи поведінку цих молекул, щоб краще зрозуміти, як вони захищають бактерії. У співпраці з Ноттінгемським університетом.

### Непостійні або на стадії запуску
Beta Testing (стартував 1 серпня 2006) — це перевірка проєктів на стабільність і можливі помилки, перш ніж офіційно відбудеться запуск у WCG.

### Завершені проєкти
Human Proteome Folding — Phase 1 (16 листопада 2004 — 18 липня 2006) — перший великий проєкт на платформі, призначений для прогнозування структури людських білків. Цей проєкт, відомий як HPF1, був унікальним, оскільки обчислення виконувалися в тандемі з розподіленим обчислювальним проєктом grid.org. Розроблений Річардом Бонно з Інституту системної біології, проєкт використовував грід-обчислення для отримання ймовірної структури для кожного з білківза допомогою оцінки Розетти. Проєкт мав на меті створити ймовірну структуру для кожного білка. Дослідники сподівалися, що з цих прогнозів вони зможуть передбачити роль мільйонів різних білків. Краще розуміння структури людських білків може бути життєво важливим у пошуку ліків від хвороб людини. Нью-Йоркський університет.
Human Proteome Folding — Phase 2 (23 червня 2006—2013) — проєкт розрахунок структури білків у людському тілі. Цей проєкт, що випливає з HPF1, був зосереджений на білках, що виділяються людиною, з особливим акцентом на біомаркери та білки на поверхні клітин, а також плазмодій, організму, який викликає малярію. HPF2 генерував білкові моделі з вищою роздільною здатністю, ніж HPF1. Хоча такі моделі були кориснішими, вони також потребували більшої обчислювальної потужності для створення. Нью-Йоркський університет.
Help Defeat Cancer (20 липня 2006 — квітень 2007) — його мета полягала в тому, щоб краще лікувати рак молочної залози, голови й шиї під час прогресування захворювання. Досліджували мікрослайди тканин, аби визначити, як можна поліпшити терапію раку на ранньому етапі діагностики. Тепер це називається Help Conquer Cancer (дивись далі).
Genome Comparison (21 листопада 2006 — 21 липня 2007) — розшифровка інформації геномів різних організмів. Фонд Освальдо Круза.
Help Defeat Muscular Dystrophy — Phase 1 (грудень 2006 — червень 2007) — досліджував білок-білкові взаємодії, за яких виникає захворювання м'язової дистрофії.
Computing for Clean Water (21 вересня 2010 — липень 2015) — досліджував застосування нанотехнологій для очищення води. Автор проєкту Франсуа Грей. У співпраці з Університетом Цінхуа та Citizen Cyberscience Centre.
FightAIDS@Home (мав дві фази. Перша фаза стартувала 21 листопада 2005, завершена була 11 листопада 2015. Друга фаза стартувала 30 вересня 2015, призупинена 14 жовтня 2020) — це пошук нових методів лікування ВІЛ-інфекції та СНІДу. Метою є знайти серед мільйонів хімічних сполук речовини, здатні блокувати вірусну протеазу, що робить неможливим розмноження вірусу. Це другий великий дослідницький проєкт WCG у співпраці The Scripps Research Institute і Prof. Arthur J. Olson's laboratory [Архівовано 4 січня 2020 у Wayback Machine.]. Віні був першим проєктом World Community Grid, який працював на смартфонах і планшетах з операційною системою Android. Фаза 2 була більш радикальною, ніж випливає з назви — волонтери World Community Grid мали можливість допомогти перевірити нову перспективну парадигму досліджень, яка може допомогти в пошуку лікування багатьох захворювань, а не тільки ВІЛ. Поточний стан проєкту — призупинено.
Help Conquer Cancer (стартував 6 листопада 2007) — завдання полягало в тому, щоб поліпшити результати рентгенівської кристалографії, яка допомагає дослідникам не лише описати невідомі структури протонеми людини, але й значною мірою зрозуміти, як утворюється рак. За підтримки Інституту дослідження раку Онтаріо і мережі Університету охорони здоров'я Торонто.
Nutritious Rice for the World (12 травня 2008 — 6 квітня 2010) — покращення властивостей сортів рису, в першу чергу для країн третього світу. За підтримки університету Вашингтона.
The Clean Energy Project (стартував 5 грудня 2008) — це перша стадія проєкту, перед якою було поставлене завдання обрати з комбінацій молекул найбільш продуктивні для створення дешевих, гнучких і ефективних сонячних елементів. Послуговувався інструментами CHARMMQ-Chem. За підтримки Гарвардського університету та Кафедри хімії та хімічної біології.
Help Fight Childhood Cancer (Допоможіть боротися з дитячим раком) (стартував 13 березня 2009) — цей проєкт допомагав знайти ліки, які зможуть заблокувати три види білків, які часто зв'язані з розвитком нейробластоми — одного з видів щільних пухлин, що найчастіше розвиваються у дітей у ранньому віці. Співпраця з Університетом Тіба зокрема з Онкологічним центром Тіба. Розробка цих ліків потенційно може значно покращити результати лікування в поєднанні з хіміотерапією.
Influenza Antiviral Drug Search (стартував 5 травня 2009 — перша фаза закінчилась 22 жовтня 2009 року) — спрямований на пошук хімічних сполук, які інгібують (блокують) ключові компоненти білкової оболонки вірусу грипу. Це тринадцятий запущений проєкт у співпраці з Медичною філією Техаського університету та Національною лабораторією Галвестон.
Help Defeat Muscular Dystrophy — Phase 2 (12 травня 2009 — травень 2013) — створення нової бази даних з інформацією про функціональні взаємодії білків. За сприяння із Дешифрон, AFM (French Muscular Dystrophy Association) та Національний центр наукових досліджень і Університет імені П'єра і Марії Кюрі, а також компанії IBM.
Discovering Dengue Drugs — Together (Перша фаза: початок 21 серпня 2007 — 11 серпня 2009; Друга фаза: початок лютий 2010) — пошук ліків і вакцин від денге, гарячки Західного Нілу, гепатиту C і жовтої гарячки. Медична філія Техаського університету.
AfricanClimate@Home (жовтень 2007 — 9 липня 2008) — перша стадія розробки точніших кліматичних моделей для різних регіонів Африки. Співпраця з Університетом Кейптауна.
Outsmart Ebola Together (3 грудня 2014 6 грудня 2018 року) — пошук хімічних сполук для боротьби з вірусною хворобою Ебола. Мета полягала в тому, щоб блокувати найважливіші кроки в життєвому циклі вірусу, знаходячи препарати з високою зв'язуючою спорідненістю з деякими його білками.
Microbiome Immunity Project (серпень 2017 — 17 грудня 2021) — це дослідження білків у бактеріях, розташованих в організмі людини (Мікробіом людини). Вивчаючи гени бактерій, можна пізнати їх індивідуальні форми, і кожна фізична форма визначає функцію бактерій. Багатство даних, які волонтери допомогли придбати, є справжньою скарбницею для біологічних відкриттів; дослідження все ще тривають. У співпраці з Університет Каліфорнії у Сан-Дієго, Броад інститутом, Массачусетським технологічним інститутом, Гарвардом, а також Інститутом Флатірон та Фонд Саймонс.